# Кущинський Антін Андрійович
Кущинський Антін Андрійович (14 лютого 1897, Лохвиця Полтавська губернія — 22 травня 1992, Чикаго, США) — підполковник Армії УНР, нащадок давнього козацько-священичого роду, Генеральний значковий УВК, один із організаторів Українського Вільного Козацтва на Полтавщині, пізніший дорадник Гетьмана Павла Скоропадського, Військовий і Кошовий отаман УВК, редактор часопису «Українське Козацтво», письменник, історик та публіцист.

## Життєпис

### Дитинство. Юність
Антін Кущинський народився у м. Лохвиця Полтавська губернія. Походив з родини православного священника, пращур якого був соратником гетьмана Івана Мазепи.
Після переїзду родини Кущинських до Кременчука, Антін закінчив Кременчуцьку реальну школу, а згодом і Київську військову школу імені князя Костянтина.

### Перша світова війна
Під час Першої світової війни був начальником команди розвідки, а після третього поранення — начальником навчальної команди 240-го Ваврського полку, пізніше в чині штабс-капітана став старшим ад'ютантом оперативної частини штабу 60-тої пішої дивізії, на базі українізованих частин якої пізніше створено Український полк імені гетьмана Пилипа Орлика.

### Перші визвольні змагання
Після повернення на Полтавщину в грудні 1917 р. Антін Кущинський записався до Кременчуцької «летючої сотні» Вільного козацтва, а згодом став командиром сотні 47-го Кременчуцького полку. Від 1917 р. — в Українському полку імені гетьмана Пилипа Орлика, від 1918 р. — сотник 47-го Кременчуцького полку Вільного козацтва.

### Життя на Закарпатті. Участь в Карпатській Січі
Після 1921 р., коли Армія УНР остаточно відійшла за кордони України, проживав у Підкарпатській Україні. У 1922—1927 рр. навчався в Українській господарській академії в Подєбрадах (Чехословацька республіка), захистив дисертацію на тему: «Лісові кооперативи в Карпатах» (керівник — професор Борис Мартос).
У 1923—1933 рр. — директор канцелярії та секретар Українського Вільного Університету в Празі. Після цього учителював у школах сіл Кевелів (нині у складі с. Кваси) та Кваси (нині село Рахівського району Закарпатської області), де брав активну участь у діяльності товариства «Просвіта».
У березні 1939 р. як командир Гуцульського коша Карпатської Січі брав участь у боях з угорськими військами, захищаючи Карпатську Україну. В Рахові потрапив у полон, перебував у концентраційному таборі Варіо-Лопош в Угорському королівстві. Завдяки клопотанню П. Скоропадського перед угорською владою за його долю звільнений і переправлений до Відня, звідки переїхав до Праги (Протекторат Богемії та Моравії).

### Еміграція

#### Протекторат Богемії та Моравії (1940). Німеччина (1945)
У 1940—1945 рр. працював адміністратором гетьманських видань на еміграції, був членом Вищого проводу Гетьманського Руху, очолював військову референтуру Гетьмана Павла Скоропадського на еміграції.
У 1945 р. разом із дружиною виїхав до Німеччини. По завершенні війни перебував у таборі Ді-Пі у Міттенвальді (ФРН).
У 1948 р. на заклик полковника В. Дітеля та професора Якова Моралевича, які за дорученням генерала В. Трутенка завітали в табір з метою відновлення діяльності УВК, знову вступив у ряди Українського Вільного Козацтва. Було створено станицю УВК. Станичним отаманом став генерал Б. Палій-Неїло, його заступником — Антін Кущинський, а станичним писарем інженер Іван Пояшник.
Пізніше Кущинський емігрував до Французької республіки.

#### Парагвай (кін.1940-х). США (1958)
Наприкінці 1940-х рр. емігрував до Парагваю. Був організатором Спілки української молоді в Парагваї, Уругваї та Аргентині.
У 1958 р. переїхав до Чикаго (США), продовжив там свою діяльність як вихователь Спілки української молоді. Брав активну участь у церковному житті як член братства при соборі св. Володимира, з 1965 — голова братства.
Від 1969 року — редактор журналу «Українське козацтво». Автор історичних розвідок з минулого українського козацтва.
Був одним з ініціаторів та активних діячів відродження Українського Вільного Козацтва (УВК) у США, генеральним писарем УВК, від 1969 р. — член редакційної колегії та редактор журналу «Українське козацтво».
У 1971—1973 рр. — Військовий отаман Українського вільного козацтва.
У 1974—1976 рр. — Кошовий отаман УВК та голова Генеральної булави УВК (м. Чикаго, США).
Помер Антін Кущинський 22 травня 1992 р. у м. Чикаго, похований на цвинтарі Ельмунд.

## Творчий доробок

### Історичні праці
Автор історичних розвідок з минулого українського козацтва та розвідок і спогадів про діяльність Вільного козацтва в Україні доби української революції 1917—1921 рр. та на еміграції:
- «Невмирущість та актуальність козацької ідеї» (1968),
- «Козацьке свято Покрови» (1968),
- «У 310-ту річницю козацької слави під Конотопом» (1969),
- «Гетьман Іван Мазепа і його державницькі ідеї» (1969),
- «Українське Вільне Козацтво в 1917—1918 роках» (1971),
- «Про українську мову в богослужбах Задунайських Січовиків» (1971),
- «„Літаюча“ сотня УВК в Кременчуці» (1972),
- «Козацька слава Гетьмана Сагайдачного» (1973),
- «Ідеологічні й організаційні особливості УВК» (1973),
- «Спогад з 1917 року» (1974),
- «Два брати козацькі генерали» (1975),
- «Українська традиційна державницька сила» (1977),
- «Парамілітарність, єдність і соборність в Українському Вільному Козацтві» (1979).

### Книги
Автор книжок з історії козацтва та гетьманського руху в Україні та в еміграції:
- «Гетьман Павло і Гетьманич Данило Скоропадські» (Чикаго, 1968),
- «Вояцькі заслуги і лицарські чесноти Гетьмана всієї України Павла Скоропадського» (Чикаго, 1973),
- «Патріот і державний муж України» (Чикаго, 1974),
- Збірник спогадів з часів Карпатської України «Закарпаття у боротьбі» (Буенос-Айрес, 1981).

### Ідеологічні статті
Ідеологічні статті Кущинського, присвячені відродженню та плеканню козацької ідеї, друкувалися не тільки в часописі «Українське козацтво», а й у «Віснику», «Свободі», «Православному українці» й ін. виданнях української еміграції.

## Пам'ять
Нащадки не забули свого славного земляка. Наприкінці 2008 р. на центральній вулиці м. Лохвиці на Полтавщині було встановлено пропам'ятну дошку Антіну Кущинському, публіцисту, редакторові часопису «Українське Козацтво», визначному військовикові, церковному діячеві УАПЦ й великому патріотові України та своєї малої батьківщини — Полтавщини.
Його ім'я носить Інститут Українського вільного козацтва, заснований 2009 у Лохвиці.
У місті Ужгород вулицю Дьолога перейменували на вулицю Антіна Кущинського.